# جایزه بزرگ اتریش ۱۹۷۳
جایزه بزرگ اتریش ۱۹۷۳ (انگلیسی: ‎1973 Austrian Grand Prix‎) یک مسابقهٔ موتوری در رشتهٔ اتومبیل‌رانی فرمول یک بود که در تاریخ ۱۹ اوت ۱۹۷۳ در آسترایش‌رینگ واقع در اسپیلبرگ، اشتایریا، اتریش برگزار شد. این گراند پری در میان ۱۵ گراند پری در فصل ۱۹۷۳، مسابقهٔ شمارهٔ ۱۲ بود.
در این مسابقه که در ۵۴ دور و به مسافت ۳۱۹٫۱۹۴ کیلومتر (۱۹۸٫۳۳۸ مایل) برگزار شد، پول پوزیشن توسط امرسون فیتیپالدی کسب شد و سریع‌ترین زمان برای طی یک دور پیست که برابر با ۱:۳۷٫۲۹ بود نیز توسط کارلوس پیس به ثبت رسید.
رونی پیترسن از تیم لوتوس-فورد، جکی استوارت از تیم تایرل-فورد و کارلوس پیس از تیم سرتیز-فورد به‌ترتیب مقام‌های اول تا سوم مسابقه را کسب کردند.

## رده‌بندی قهرمانی پس از مسابقه
|       | جایگاه | راننده           | امتیاز |
| ----- | ------ | ---------------- | ------ |
|       | ۱      | جکی استوارت      | ۶۶     |
|       | ۲      | فرانسوا سورت     | ۴۵     |
|       | ۳      | امرسون فیتیپالدی | ۴۲     |
|       | ۴      | رونی پیترسن      | ۳۴     |
|       | ۵      | پیتر روسون       | ۲۳     |
| منبع: |        |                  |        |

|       | جایگاه | سازنده      | امتیاز  |
| ----- | ------ | ----------- | ------- |
|       | ۱      | تایرل-فورد  | ۷۷ (۸۱) |
|       | ۲      | لوتوس-فورد  | ۶۸ (۷۲) |
|       | ۳      | مک‌لارن-فورد | ۴۲      |
|       | ۴      | برابام-فورد | ۱۷      |
|       | ۵      | فراری       | ۱۲      |
| منبع: |        |             |         |

یادداشت
- تنها پنج جایگاه نخست از هر رده‌بندی نمایش داده شده‌است.